# Félix Basterra

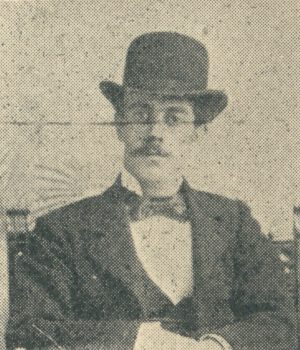
Félix Basterra circa 1900.

Félix Blas Basterra (País Basco, 29 de julho de 1874 — Buenos Aires, 1926) 
foi um jornalista, escritor e militante anarquista que atuou ativamente na região platina entre os anos de 1897 e 1904.

## Biografia
Filho de José Domingo Basterra Yrusta e Eugenia Zubiarre, Félix Basterra nasceu no dia 29 de julho de 1874 no País Basco, na Espanha. Segundo algumas fontes, era natural de Bilbao; outras, no entanto, apontam que ele teria nascido em Vitória. Já em 1890, migrou com sua família para a província argentina do Chaco e, pouco depois, se instalou na cidade de Buenos Aires. Em 1895 exercia a profissão de contador e se declarava como um "livre pensador".
Em Buenos Aires, iniciou sua militância anarquista, colaborando com o periódico Ciencia Social, dirigido por Fortunato Serantoni e publicado entre 1897 e 1900, e em setembro de 1900 apareceu como diretor da revista Los Tiempos Nuevos, publicada quinzenalmente até 21 de outubro do mesmo ano, quando seu corpo editorial foi incorporado ao semanário El Sol, dirigido por Alberto Ghiraldo. Basterra ficou encarregado da parte sociológica da revista, enquanto Ghiraldo se dedicava aos temas literários. Também colaborou regularmente com La Protesta Humana, principal periódico do anarquismo argentino e do qual foi inclusive diretor entre abril e junho de 1900. Desde La Protesta Humana, escreveu textos justificando o uso da violência revolucionária e até mesmo atentados individuais, tendo considerado "correto" o assassinato de William McKinley pelo anarquista Leon Czolgosz. Também travou polêmicas com os socialistas de La Vanguardia e com os anarquistas antiorganizadores agrupados ao redor de El Rebelde, apontando a contradição daqueles que se organizavam em grupos e periódicos para pregar contra a organização. No ano de 1902 dirigiu, ainda, um semanário satírico chamado El cuento del tío, de curta duração.
No mesmo período, Basterra também atuou como conferencista e organizador pelo interior da Argentina, contribuindo com a formação de grupos anarquistas. Em fins de 1900, durante uma de suas campanhas de propaganda, foi preso após sair de uma conferência que realizou no Centro Obrero de San Nicolás de los Arroyos, no interior da província de Buenos Aires. Em 1901, representou a Sociedad de Resistencia de Estibadores del Puerto de Bahía Blanca no Congresso Operário que fundou a Federação Operária Argentina (FOA). No ano seguinte, realizou viagens de propaganda em nome do Comitê Federal da FOA, realizando conferências, organizando sindicatos e levantando informações sobre as condições da classe trabalhadora pelo país.
Após a greve geral de 1902, fugiu para Montevidéu para evitar sua deportação através da aplicação da Lei de Residência, mas logo retornou a Buenos Aires para editar um número de La Protesta Humana dedicado a realizar um balanço da greve geral, questionando as posições adotadas pelos socialistas. Foi detido pela polícia e deportado para a Espanha, porém o capitão do navio o deixou desembarcar em Montevidéu junto de outros militantes deportados.
Basterra já possuía vínculos com o anarquismo uruguaio, tendo viajado para Montevidéu em junho de 1900 para dar conferências no Centro Internacional de Estudios Sociales e colaborado com os periódicos locais El Amigo del Pueblo e El Trabajo. Assim, se integrou rapidamente ao meio local, frequentando a boemia e os cafés de Montevidéu e se reunindo com figuras como Florencio Sánchez, Alberto Lasplaces, Ángel Falco, Claudio García, Orsini Bertani, Armando Vasseur, Eduardo Artecona, Edmundo Bianchi e Roberto de las Carreras. Em 1903, publicou seu livro El crepúsculo de los gauchos, lançado pela Librería de la Universidad em Montevidéu e aclamado pela crítica literária da época, sendo comentado por José Ingenieros e Alberto Gerchunoff.
Foi um dos oradores da manifestação do Primeiro de Maio na Praça Independência em 1903, junto de Oreste Ristori, Rómulo Ovidi, Pascual Guaglianone, Arturo Montesano e Ramón Palau. Continuou colaborando ativamente para a imprensa libertária platina, publicando em Montevidéu o diário Nuevo Rumbo — que foi publicado somente entre os dias 3 e 26 de maio de 1904 e logo foi fechado pelo governo — e escrevendo para as revistas Futuro, dirigida por Edmundo Bianchi, e Martín Fierro, de Alberto Ghiraldo.
Em 1905, consegue retornar a Buenos Aires. Porém, a partir da segunda metade da década de 1900, quando publica Asuntos contemporáneos, Basterra se afastou da militância anarquista. Em 1906, passou a trabalhar no diário La Nación e se naturalizou argentino, gerando críticas por parte de seus antigos companheiros libertários. Em 1913, escrevia para o diário uruguaio El Día, onde expunha posições simpáticas ao reformismo battlista. Poucos anos antes de sua morte, voltou a escrever para a imprensa anarquista, colaborando com o periódico mensal Vía Libre, dirigido por Santiago Loscascio e editado por Bautista Fueyo entre 1919 e 1922. Morreu em Buenos Aires no ano de 1926.

### Vida pessoal
Foi casado com Electra Sanguinetti. Seu irmão, Vicente Basterra, também foi jornalista e trabalhou na redação do diário argentino La Prensa.